# Byskebäcken
Byskebäcken är ett vattendrag i Västerbotten, Skellefteå kommun, vänsterbiflöde till Byskeälven. Längd ca 12 km, flodområde ca 40 km². Största sjön i flodområdet är Simmersjön. 
Byskebäcken  rinner upp några kilometer väster om Tåmeträsket. Källflödena är Södra Byskebäcken från Röjmyran resp. Norra Byskebäcken från Slåttesmyran. Efter sammanflödet just norr om Degermyran rinner Byskebäcken åt sydsydost och passerar efter några kilometer Bäckliden, där Simmerbäcken från Simmersjön ansluter sig. Därefter slingrar sig Byskebäcken vidare ner mot Byske by och Byskeälven, där den mynnar ut mitt i Byske samhälle, vid vägen ut mot Byske havsbad.
Kyrkogården i Byske översvämmades rejält i oktober 2012 när Byskebäcken gick över alla bräddar mer än i mannaminne.